# Olne

Panorama d'Olne

Olne (en való Ôn) és una municipi belga de la província de Lieja, regada pel Magne, el Vesdre i dos petits afluents: el ri de Vaux i el ri de Chenaux. Té gairebé 3800 habitants.

## Història
Ja a l'època romana tardana es va parlar d'un Vicus Alno de Solmania (Soumagne). A l'època de Pipí I el Breu, el poble es troba a la creu de la via de les Ardenes i la via des Hêvurlins

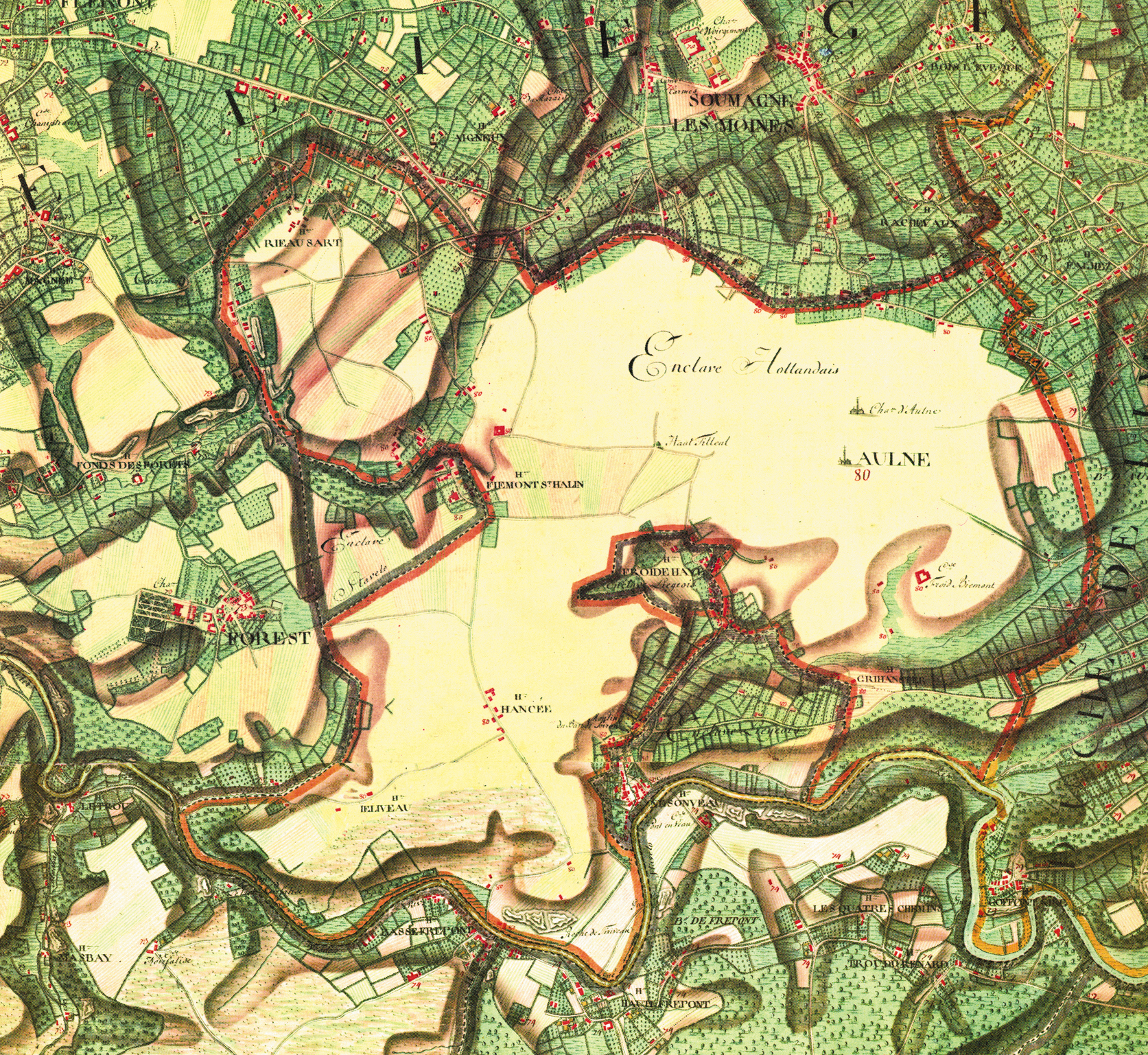
Olne (escrit Aulne), enclavat neerlandès, deixat en blanc al mapa de Ferraris

 El primer esment escrit data de l'inici del segle xii, però molt probablement, el poble va crear-se als entorns de 1005 quan l'emperador Enric II va cedir el territori, junt amb Soiron i Soumagne a la col·legiata de Sant Adalbert a Aquisgrà.
Olne va esdevenir un feu del País de Dalhem que pertanyia fins a la revolució francesa als Països enllà del Mosa del ducat de Brabant. El territori fou annexat per França l'any 1794 i l'administració revolucionària va crear el municipi en afegir-hi els nuclis de Vaux i de Riéssonsart. El 1815, després del Tractat de París va ser afegit al Països Baixos. El 1822, l'administració neerlandesa fa afegir el municipi de Mont Saint-Hadelin, un antic feu del principat de Stavelot-Malmedy al Olne. El 1830 Olne passà al nou regne de Bèlgica. Des de 1822, les fronteres municipals mai no van canviar, ni tampoc el 1977 quan la majoria dels municipis belgues van sofrir un moviment major de fusions.
Durant la revolució industrial, la indústria dels claus, dels draps i dels canons de fusells va desenvolupar-s'hi, però va desaparèixer poc després de la segona guerra mundial.

## Economia i geografia

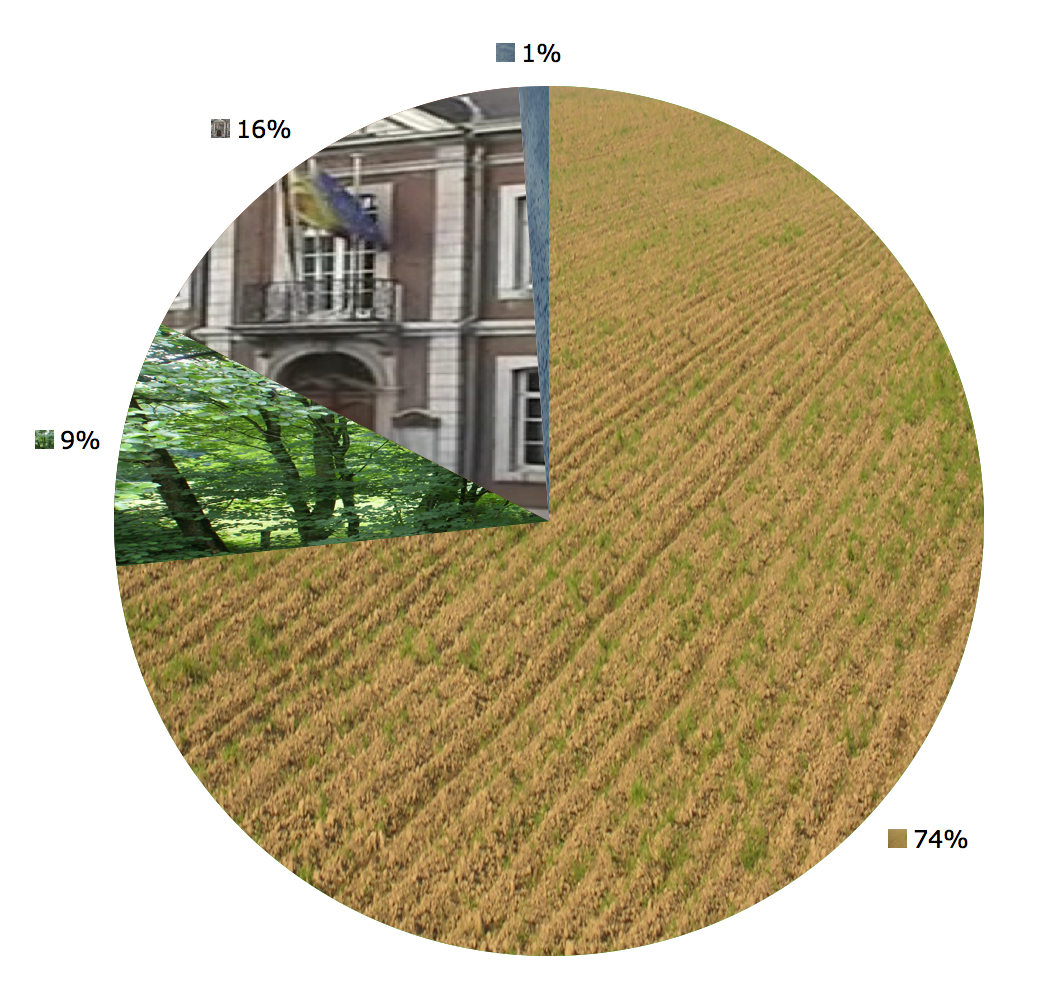
Utilització del terra (2005):
74% agricultura, 9% bosc, 16% construccions i carreteres, 1% diversos

Olne és un poble rural, típic del País d'Herve i dormitori, del qual els tres quarts són terres de conreu i 16% són construïts. De 2000 a 2005 unes 20 hectàrees de terres de conreu van urbanitzar-se. 40% de la població activa treballa a l'aglomeració liegesa. Tret d'unes pedreres, no hi ha cap indústria. Subsisteixen una vintena d'empreses agrícoles[. Olne és el municipi del qual la població té els ingressos mitjans superiors del districte de Verviers i és un dels municipis de Bèlgica més rics.
S'hi fabriquen unes especialitats gastronòmiques: el formatge d'Herve, la botifarra negra agredolça i la doreye, un pastís d'arròs, de llet, de canella i d'ous.

## Llocs d'interès
- El castell des barons d'Olne
- La fàbrica de cervesa senyorial
- L'església de Sant Sebastià

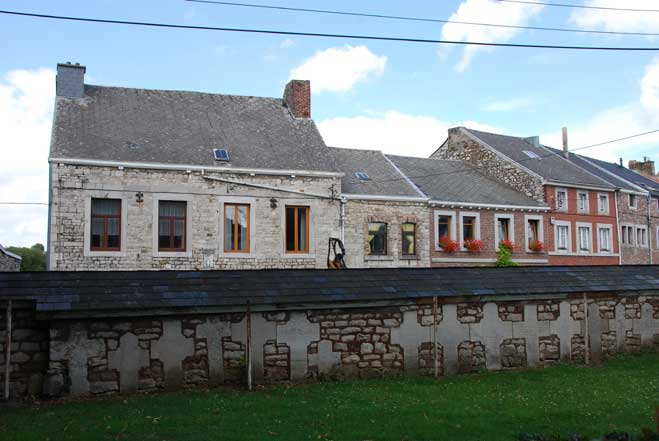
Olne Carer Major i paret del cementiri
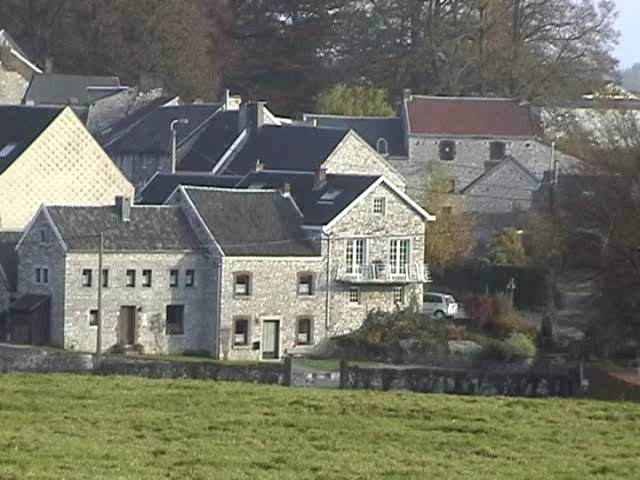
Cases típiques
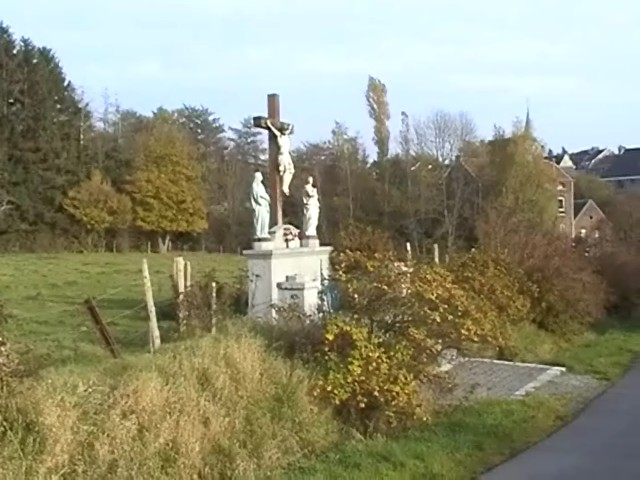
Calvari a l'entrada del poble

## Nuclis
- Olne 
  - nuclis: Saint-Hadelin. Hansez, Gelivaux.
  - llocs dits: Bois d'Olne, Froidbermont, La Bouteille, Riessonsart, Le Rafhay, Froidheid, Vaux, Fosse Berger, La Croix Renard

1. ↑  Statbel, web de les estadístiques del Servei federal d'economia de Bèlgica
2. ↑  Chiffres clés pour la commune de Olne, Brussel·les, Statbel, 2006